# Adelowalkeria
Adelowalkeria — рід лускокрилих з родини сатурнієвих, підродини Ceratocampinae.

## Систематика
До складу роду входять:
- Adelowalkeria eugenia (Druce, 1904) — Еквадор
- Adelowalkeria flavosignata (Walker, 1865) — Південна Бразилія
- Adelowalkeria plateada (Schaus, 1905) — Еквадор